# Koppány menti rétek
Koppány menti rétek este o arie protejată (arie specială de conservare — SAC, sit de importanță comunitară — SCI) din Ungaria întinsă pe o suprafață de 362,79 ha, integral pe uscat.

## Localizare
Centrul sitului Koppány menti rétek este situat la coordonatele 46°34′54″N 18°07′46″E / 46.581667°N 18.129444°E.

## Înființare
Situl Koppány menti rétek a fost declarat sit de importanță comunitară în mai 2004 pentru a proteja 6 specii de animale. Situl a fost protejat și ca arie specială de conservare în februarie 2010.

## Biodiversitate
Situată în ecoregiunea panonică, aria protejată conține 5 habitate naturale: Păduri panonice-balcanice de stejar turcesc - stejar sesil, Pajiști aluvionare inundabile, de Cnidion dubii, Păduri ilirice de stejar și carpen (Erythronio-Carpinion), Mlaștini alcaline, Păduri aluvionare cu Alnus glutinosa și Fraxinus excelsior (Alno-Padion, Alnion incanae, Salicion albae).
La baza desemnării sitului se află mai multe specii protejate:
- amfibieni (2): buhai de baltă cu burta roșie (Bombina bombina), triton cu creastă dobrogean (Triturus dobrogicus)
- mamifere (2): vidră de râu (Lutra lutra), popândău (Spermophilus citellus)
- nevertebrate (1): fluturele purpuriu (Lycaena dispar)
- reptile (1): țestoasa de baltă (Emys orbicularis)